# Bach (inslagkrater)
Bach is een dubbel-ringende inslagkrater in de Bachvierhoek op het zuidelijk halfrond van de planeet Mercurius.
De krater ligt in het gebied Van Beethoven. De krater is door de Internationale Astronomische Unie vernoemd naar de componist Johann Sebastian Bach. De krater is 4 miljard jaar geleden ontstaan na een inslag op Mercurius. Hij heeft een diameter van 214 km.